# Ivan Egorovič Starov
Ivan Egorovič Starov (in russo Иван Егорович Старов?; San Pietroburgo, 1745 – San Pietroburgo, 1808) è stato un architetto russo.
Fece i suoi primi studi a Mosca, poi all'Accademia delle Arti di San Pietroburgo fino al 1762; dal 1762 al 1768 si recò a Parigi e a Roma.
Tornato in patria fu nominato accademico nel 1769 e, nel 1785, professore. Nei suoi primi lavori, a Bogorodicka e Bobriki, (governatorato di Tula) e a Nikolskoe-Gagarino, nei dintorni di Mosca si ispirò al gusto barocco. In seguito, sulle orme dell'architetto italiano Giacomo Quarenghi acquisì un gusto più classico, precursore e fonte di riferimento di quell'architettura neoclassica che si sviluppò sotto Alessandro I.
Dal 1774 lavorò alla ricostruzione della Lavra di Alessandro Nevskij dal 1778 al 1790. Le sue opere più famose restano il palazzo Pella, nei dintorni di San Pietroburgo e il palazzo di Tauride costruito per ordine di Caterina II di Russia per il principe Potëmkin, eroe di Crimea, dal 1783 al 1789. L'edificio fu in seguito sede del Parlamento russo dal 1905 al 1917. 
Negli ultimi anni ebbe la direzione e il controllo di uno dei più importanti monumenti del classicismo russo, la cattedrale del Monastero della Santa Vergine di Kazan', costruita da Andrej Voronichin.

## Opere
- Dacia di Aleksandr Demidov, presso Peterhof, distrutta dai nazisti, del 1769.
- Castello e chiesa in Bogorodick, commissionata da conte Bobrinskij, del 1773.
- Castello e chiesa in Nikolskoe presso Mosca, commissionata dal principe Gagarin, del 1773.
- Castello, portone gotico e parco in Tajcy presso Gatčina, commissionata da Aleksandr Demidov, del 1774.
- Castello e parco in Suvoricy presso San Pietroburgo, commissionato da Pëtr Demidov, del 1775.
- Cattedrale del Monastero di Aleksandr Nevskij in San Pietroburgo, commissionata dal Santo Sinodo, del 1778.
- Palazzo di Tauride in San Pietroburgo, commissionato dal principe Potëmkin, del 1783.
- Castello in Ostrovki sul fiume Neva, commissionata dal principe Potëmkin, attualmente in rovina, del 1783.
- Palazzo Pella sul fiume Neva, commissionato da Caterina II di Russia e demolito da suo fratello, del 1784.
- Il Litovskij Zamok (Castello lituano), prigione di San Pietroburgo distrutta durante la Rivoluzione di febbraio, del 1784.
- Palazzo Potëmkin a Ekaterinoslav, commissionato dal principe Potëmkin, del 1786.
- Magione di Potëmkin a Bogojavlensk sul Bug, commissionata dal principe Potëmkin, del 1790.
- Palazzo di Giustizia e Cattedrale a Mykolaïv, commissionata dal principe Potëmkin, del 1791.
- Castello a Voznesenskoe sul fiume Neva, commissionato dal conte Šeremet'ev, del 1794.
- Mausoleo di Potëmkin, commissionato dalla contessa Branicka ma mai ultimato, del 1795.
- La cattedrale del Monastero della Santa Vergine a Kazan, commissionata per conto del Governatorato di Kazan' e distrutta dai comunisti, del 1796.